# Кардон
Кардон (рум. Cardon) — село у повіті Тулча в Румунії. Входить до складу комуни К.А. Росетті.
Село розташоване на відстані 291 км на схід від Бухареста, 64 км на схід від Тулчі, 141 км на північний схід від Констанци, 126 км на схід від Галаца.

## Населення
За даними перепису населення 2002 року у селі проживали 27 осіб, усі — румуни. Усі жителі села рідною мовою назвали румунську.